# Volevo te
Volevo te è un singolo della cantante italiana Giusy Ferreri, il secondo estratto dalla raccolta Hits e pubblicato il 6 novembre 2015.

## Pubblicazione
Il 29 Settembre 2015, Giusy Ferreri, in occasione della sua esibizione dal vivo durante la tappa milanese del tour di Mario Venuti al Blue Note, annuncia di stare lavorando alla preparazione del suo quinto album in studio che sarà anticipato da alcuni singoli radiofonici.
Il 3 ottobre 2015, la cantante dichiara, attraverso la propria pagina ufficiale Facebook, l'uscita del brano Volevo te, disponibile in formato digitale ed in rotazione radiofonica a partire dal 6 novembre dello stesso anno.

## Descrizione
Scritto da Fortunato Zampaglione e prodotto da Fabrizio Ferraguzzo, Volevo te è un brano caratterizzato da influenze elettropop degli anni ottanta.
Riguardo al brano, la cantante lo ha definito come «l'ideale punto di contatto tra Novembre e Roma-Bangkok.»

## Video musicale
Il videoclip ufficiale di Volevo te è stato diretto da Mauro Russo, con cui Giusy Ferreri aveva già lavorato per la registrazione del video del precedente singolo (Roma-Bangkok), ed è stato pubblicato il 2 dicembre 2015 in anteprima attraverso il sito TGcom24 e due giorni dopo sul canale Vevo della cantante. A gennaio 2019 il video ha totalizzato oltre 48 milioni di visualizzazioni

## Esibizioni dal vivo
La prima esibizione live di Volevo te è stata eseguita dall'artista durante la puntata del 25 novembre 2015 di Colorado, mentre la seconda il 6 dicembre al programma televisivo Quelli che il calcio.

## Tracce
Testi e musiche di Fortunato Zampaglione; edizioni musicali Sony Music.
1. Volevo te – 2:49

## Classifiche
| Classifica (2015)         | Posizione massima |
| ------------------------- | ----------------- |
| Italia                    | 14                |
| Italia (airplay)          | 2                 |
| Italia (airplay italiane) | 1                 |
| Italia (airplay TV)       | 9                 |

### Classifiche di fine anno
| Classifica (2016) | Posizione |
| ----------------- | --------- |
| Italia            | 94        |